# Heidelberg (Seiffen)
Heidelberg ist ein Ortsteil der sächsischen Gemeinde Kurort Seiffen/Erzgeb. im Erzgebirgskreis.

## Geografie

### Lage
Die Streusiedlung Heidelberg liegt etwa zwei Kilometer östlich von Seiffen. Durch die Ortslage fließt der Seiffenbach, welcher nach Südwesten der Schweinitz zufließt. Am östlichen Ortsende liegt das 1973 eröffnete Erzgebirgische Freilichtmuseum. Hier mündet auch der Heidengraben in den Zechenteich ein. Der Kunstgraben diente ursprünglich der zusätzlichen Wasserzuführung für den Bergbau.
Durch den Ort führt die Staatsstraße 213 Niederlochmühle–Deutscheinsiedel. Über eine Kommunalstraße besteht weiterhin Anschluss an Bad Einsiedel und die S 207 Eppendorf–Deutscheinsiedel.

### Nachbarorte
| Steinhübel      | Neuhausen                                   | Bad Einsiedel    |
| Seiffen         | Kompassrose, die auf Nachbargemeinden zeigt |                  |
| Oberseiffenbach | Brüderwiese                                 | Deutscheinsiedel |

## Geschichte

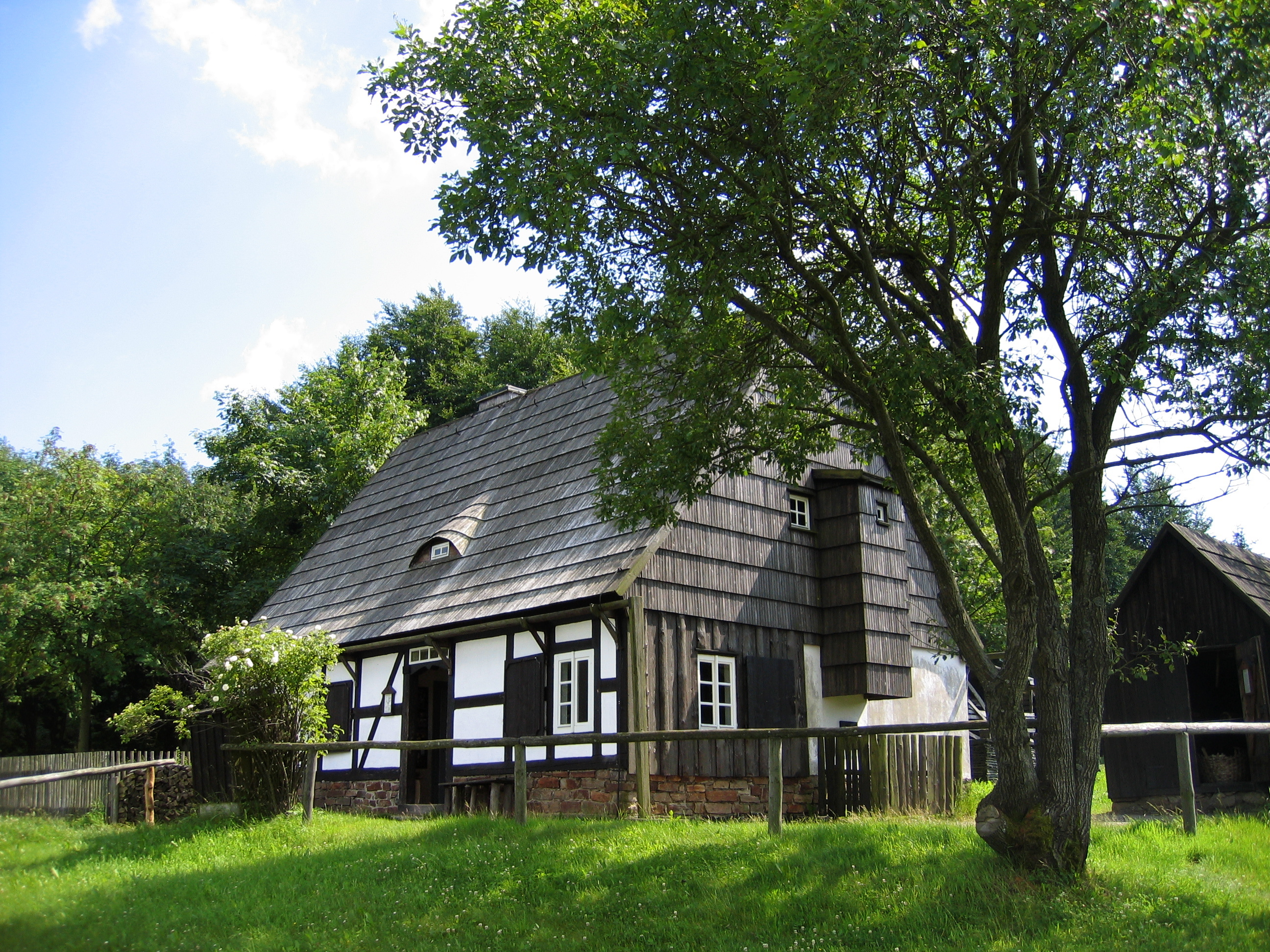
Typisches Erzgebirgshaus im Freilichtmuseum, Juli 2009

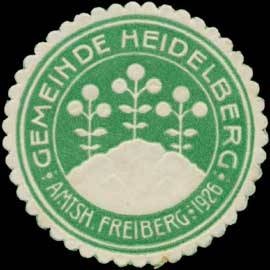
Siegelmarke Gemeinde Heidelberg

Die erste urkundliche Erwähnung des Ortes datiert aus dem Jahr 1670, die Schreibweise aus dieser Zeit blieb erhalten.
1656 erwarben sechs Seiffener Einwohner vom Grundherrn Caspar Heinrich von Schönberg auf Purschenstein käuflich Land. Zwei Jahre später wurde die Ansiedlung am Horn oder Hörnel genannt. Die Gründung des Ortes ist zum 16. Mai 1670 belegt; er kam zur Parochie Neuhausen. 1758 wurde ein Wasserkraft-Drehwerk errichtet, welches heute noch, integriert ins Freilichtmuseum, zu sehen ist. In dieser Zeit nahm das Holzdrechselhandwerk einen starken Aufschwung.
August Schumann nennt 1816 im Staatslexikon von Sachsen Heidelberg betreffend u. a.: „Es ist in neurn Zeiten angebaut, und der größere Theil der Einwohner fertigt Seyffner Spielsachen und Holzwaren; die hiesigen Drechsler arbeiten für Erzgeb. Kaufleute, müssen sich aber kärglich genug behelfen.“
Im Jahr 1822 wurde von Heidelberg aus die Holzspielwarenfabrikation in Oberleutensdorf begründet. 1833 kam der Ort zur Parochie Seiffen. Eine Schule wurde erstmals 1837 erwähnt, 1891 erfolgte ein Neubau. Bereits 1927 begann der Bau einer zentralen Wasserversorgung. 1928 wurde der Große Teich zum Schwimmbad ausgebaut.
Am 1. April 1939 wurde der Ort nach Seiffen eingemeindet.

## Entwicklung der Einwohnerzahl
| Jahr | Einwohnerzahl |
| ---- | ------------- |
| 1787 | 108 Häusler   |
| 1834 | 1349          |
| 1871 | 1990          |
| 1890 | 1967          |
| 1910 | 1742          |
| 1925 | 1872          |

## Persönlichkeiten
- Willy Reichelt (* 1880 in Heidelberg), deutscher Politiker (NSDAP)
- Gotthelf Friedrich Haustein, erster Hersteller eines erzgebirgischen Räuchermännchens (1856/57 in Heidelberg)